# The Pragmatic Programmer
The Pragmatic Programmer è un libro scritto da Andrew Hunt e David Thomas, edito nell'ottobre del 1999 e primo di una collana intitolata The Pragmatic Bookshelf. È un libro popolare nel mondo dell'ingegneria del software, ed è usato come testo di riferimento in corsi universitari sulla materia.
Il libro non presenta una teoria sistematica, quanto piuttosto una raccolta di suggerimenti per migliorare il processo di sviluppo software in maniera pragmatica. Le principali qualità che gli autori individuano nel programmatore pragmatico sono l'essere early adopter, avere una capacità di rapido adattamento, inquisitività e pensiero critico, realismo, e ampia conoscenza di differenti tecnologie.
Il libro usa analogie e brevi storie per presentare le metodologie e i problemi di sviluppo, tra le quali la teoria delle finestre rotte, la zuppa di pietre e la rana bollita. Alcuni concetti sono stati battezzati o resi popolari nel libro, tra i quali i Kata, brevi esercizi per sviluppare abilità di programmazione, e rubber duck debugging, una metodologia di debug il cui nome deriva da una storia contenuta nel libro.